# MaK-Stangenlokomotiven

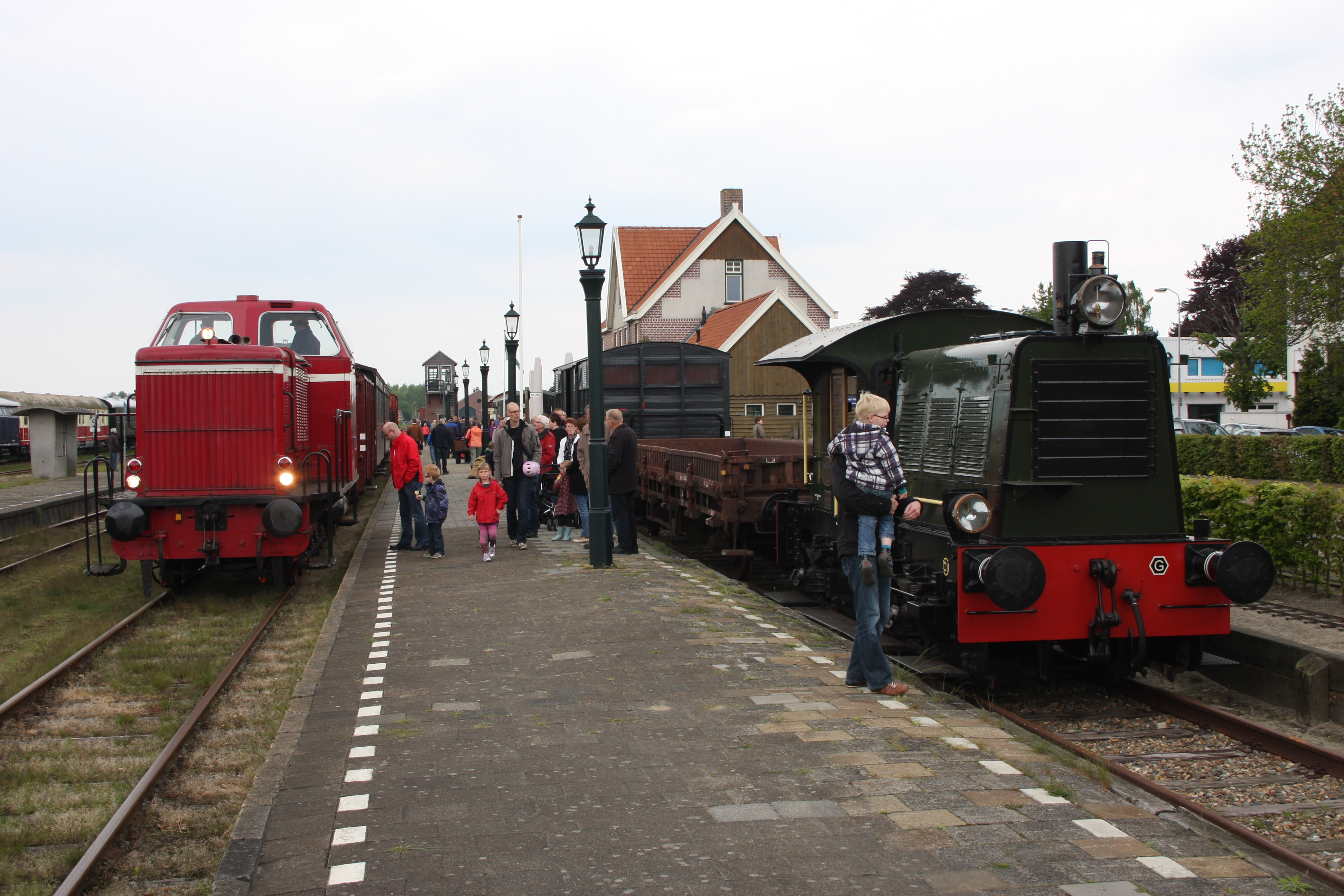
MaK 400 C (ehem. Wittlager Kreisbahn) der Museumseisenbahn S.T.A.R. (NL)

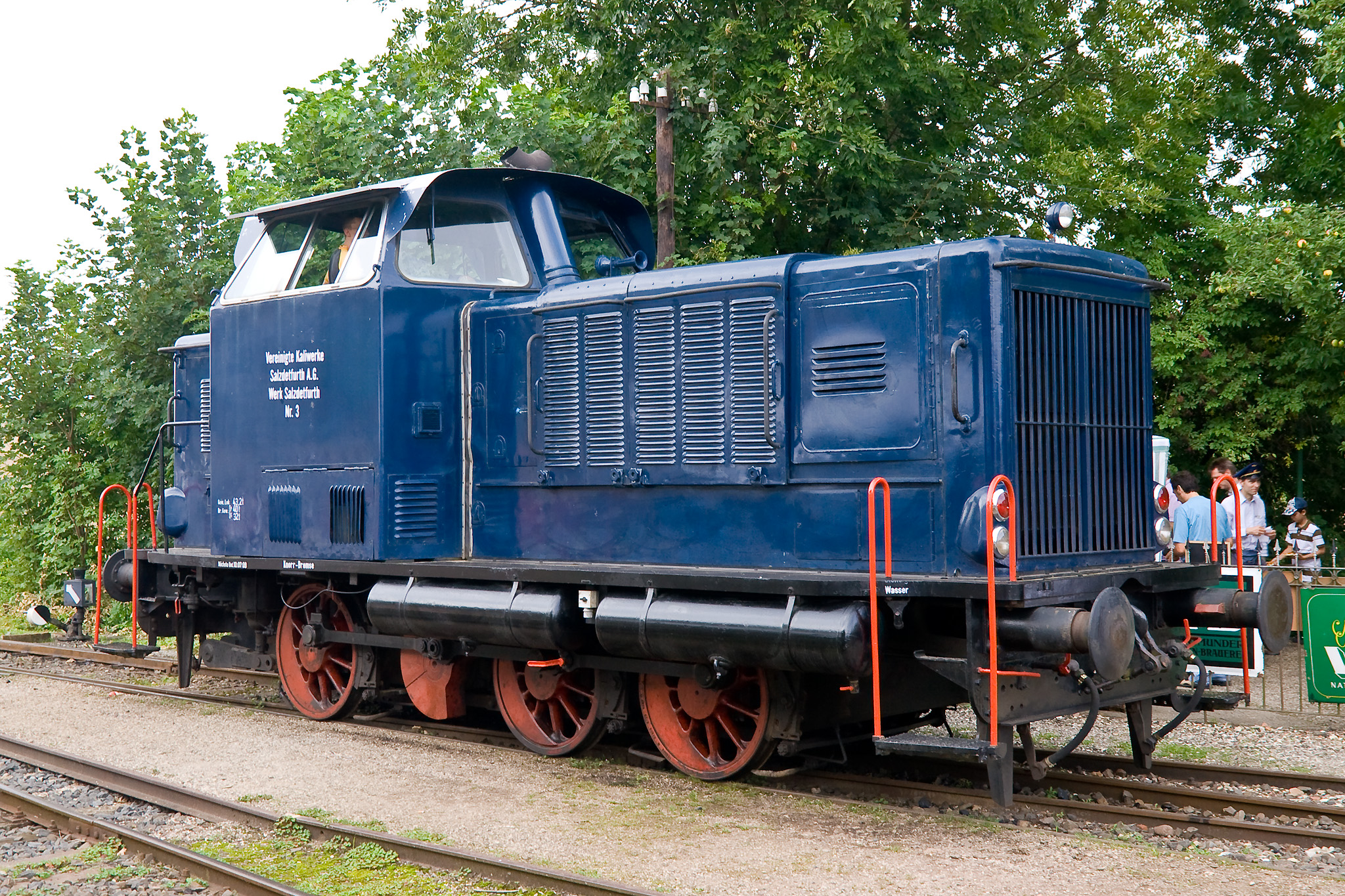
MaK 450 C der AHE, früher Kaliwerk Salzdetfurth

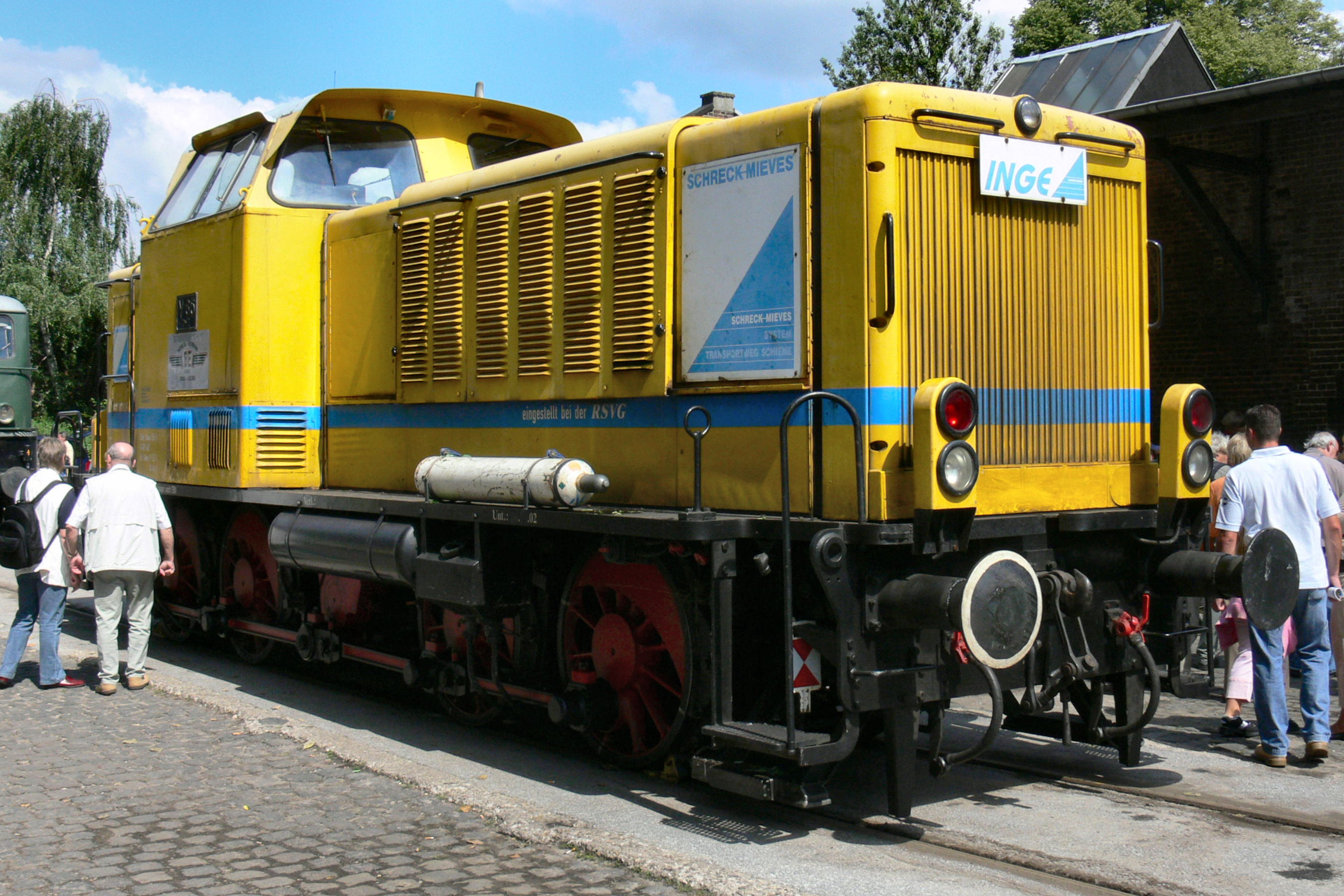
MaK 600 D als Bauzuglok

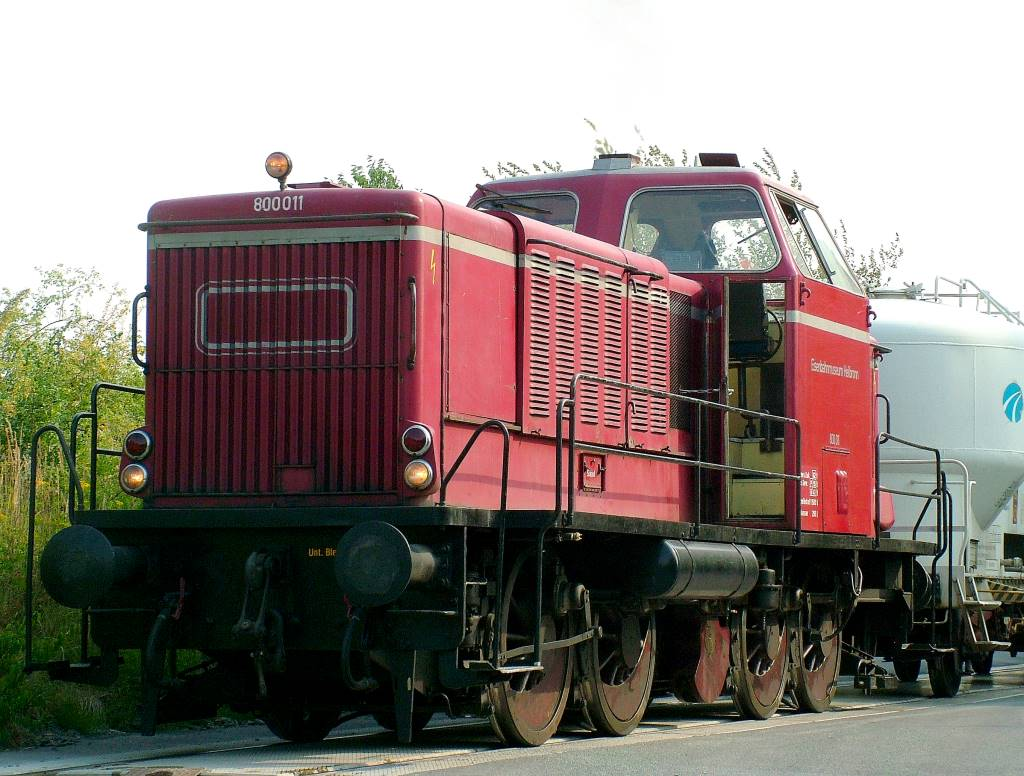
MaK 800 D im Einsatz als Werklok bei einem Zementwerk

Bei den MaK-Stangenlokomotiven handelt es sich um ein Typenprogramm von Diesellokomotiven mit Stangenantrieb, das von 1953 bis 1966 von der Firma Maschinenbau Kiel (MaK) produziert wurde.

## Geschichte
Nach dem Zweiten Weltkrieg war durch die Kriegszerstörungen und die nicht erfolgten Erneuerungen des Fahrzeugparks bei allen Bahngesellschaften ein großer Bedarf an neuen Fahrzeugen entstanden, gleichzeitig hatte die deutsche Lokomotivindustrie mit den Loktypen WR 200 B und WR 360 C für die Wehrmacht Erfahrungen im Diesellokbau gewonnen. Die MaK bot daher wie auch viele andere Lokomotivhersteller nach dem Krieg zunächst eine Weiterentwicklung der WR 360 C an, von der 18 Maschinen als Baureihe V 364 an die Deutsche Bundesbahn ausgeliefert wurden.
Insbesondere für Privat- und Werkbahnen entwickelten die Lokomotivhersteller in den folgenden Jahren davon ausgehend standardisierte Diesellok-Typenprogramme, dasjenige der MaK unterschied sich jedoch in einigen Punkten von denen anderer Hersteller. So erhielten die Lokomotiven beispielsweise einen Mittelführerstand und flachere Vorbauten, um die Streckensicht zu verbessern. Auch vierachsige Lokomotiven wurden angeboten, hierbei wurden jeweils die beiden äußeren Achsen mit einem sogenannten Beugniot-Hebel verbunden, sodass sie gegeneinander seitenverschiebbar sind, um die Kurvenläufigkeit zu verbessern.

## Typenprogramm
Das erste Typenprogramm umfasste die Typen 240 B, 240 C, 400 C, 600 D und 800 D. Die Bezeichnung der Baureihen umfasst hierbei die Motorleistung in PS sowie die Achsfolge. Die beiden Loktypen mit 240 PS erhielten einen Sechszylinder-Motor der Bauart MS24, für die übrigen wurden Sechs- bzw. Achtzylindermotoren der Bauart MS/MA 301 verwendet. Viele Bauteile der Loks waren identisch, sodass beispielsweise die Aufbauten in großer Stückzahl hergestellt und für weitere Aufträge vorrätig gehalten werden konnten. Die Fahrwerke unterschieden sich jedoch, es gab drei verschiedene Rahmenlängen: Die beiden kleinen Typen waren 7.700 mm lang, die 400 C hatte eine Länge von 9200 mm und die beiden großen Typen waren 10.600 mm lang.
Im Jahr 1955 entwickelte die MaK aus der Bauart 600 D für die Deutsche Bundesbahn die Baureihe V 65, die in 15 Exemplaren bis 1956 ausgeliefert wurde. Ein Weiterbau unterblieb zugunsten der Baureihe V 100. Von der 600 D unterscheidet sich die V 65 durch einen leistungsstärkeren Motor, einen Koksofen zum Vorheizen bzw. Warmhalten der Lok in Betriebspausen sowie weitere Details.

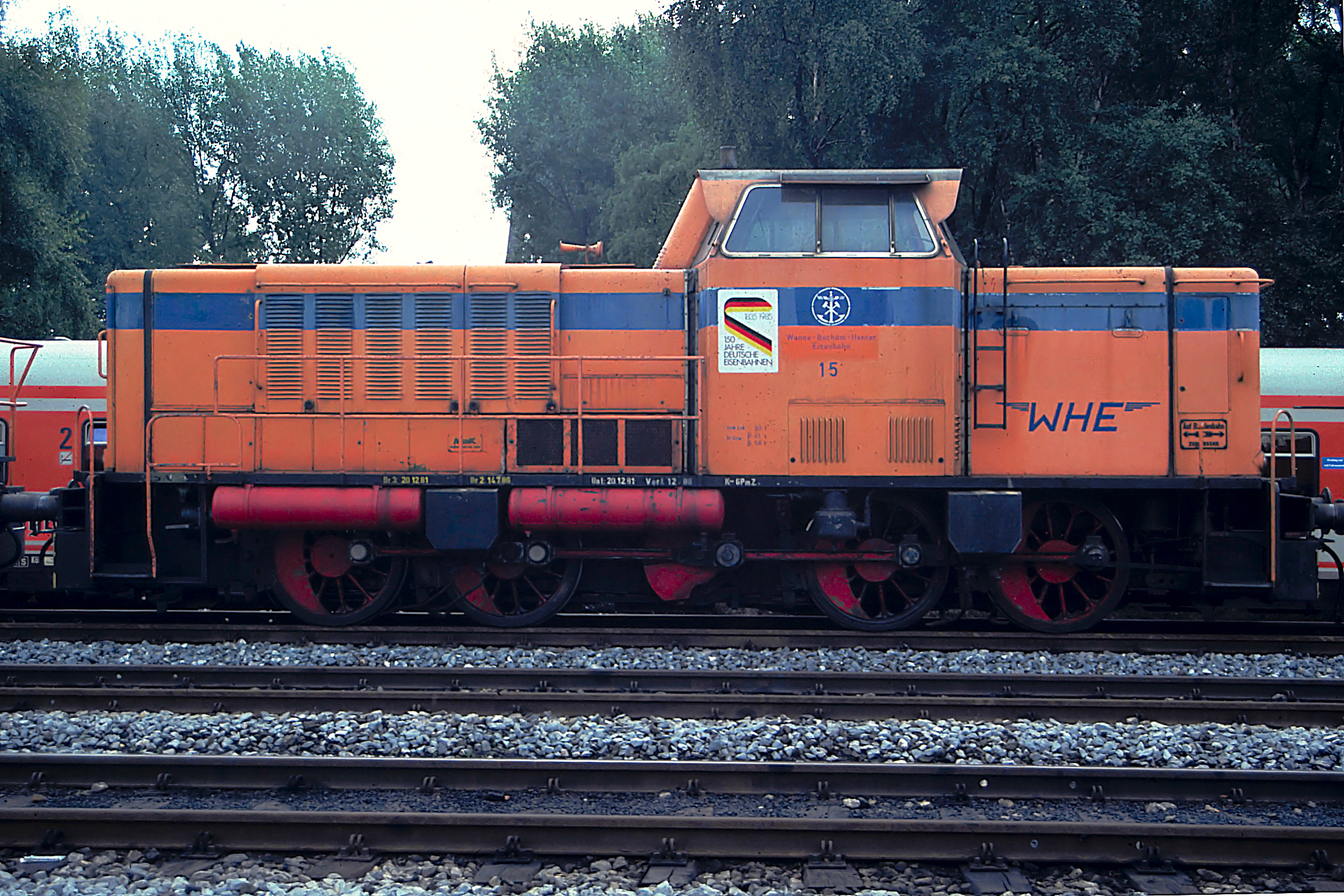
MaK 1200 D der Wanne-Herner Eisenbahn und Hafen

Ab 1957 standen Weiterentwicklungen der Motorbauart 301 zur Verfügung, daher konnten neue Loktypen mit höheren Leistungen angeboten werden, dies waren die 650 D, 850 D, 1000 D und 1200 D. Diese Lokomotiven wurden auf Rahmen mit 11360 mm Länge aufgebaut, waren also länger als die bisherigen Typen, welche bald darauf auch auf die längere Rahmenbauart umgestellt wurden.
Die Typen 240 B und 240 C erhielten ab 1960 ein neues Führerhaus, das mit steileren Frontseiten und Fenstern moderner wirkte, bei den anderen Typen wurde weiterhin das alte Führerhaus aufgebaut. Ab 1961 kam mit der 450 C schließlich die letzte Loktype hinzu, als mit dem MS 301 F wiederum eine Weiterentwicklung der Motorbauart 301 zur Verfügung stand.
Im weiteren Sinne können auch die zwischen 1960 und 1962 gebauten „Hüttenloks“ der Bauarten 600 C und 650 C zu den MaK-Stangenlokomotiven gezählt werden, da diese ebenfalls auf Komponenten des ersten MaK-Typenprogramms basieren. Das Fahrwerk und die Aufbauten sind bei diesen Typen jedoch deutlich anders gestaltet, um sie besser an den vorgesehenen Einsatzzweck anzupassen.
Ab 1965 bzw. 1966 stellte die MaK die Lokproduktion auf ein neues Typenprogramm um, bei dem die Kraftübertragung nicht mehr über Blindwelle und Kuppelstangen, sondern über Gelenkwellen erfolgte. Insgesamt waren bis zu diesem Zeitpunkt 459 Stangenlokomotiven an die DB, Privat- und Werksbahnen sowie ins Ausland geliefert worden.
Abnehmer der Lokomotiven waren in erster Linie Privatbahngesellschaften aus Deutschland und dem europäischen Ausland, die mit den MaK-Stangenlokomotiven ihre verbliebenen Dampflokomotiven oder ältere Diesellokomotiven geringerer Leistung ersetzten. Vor allem in den ersten Jahren nach Einführung des Typenprogramms traten jedoch auch in- und ausländische Staatsbahngesellschaften als Käufer auf, so wurden allein 46 Loks des Typ 800 D nach Schweden an die Statens Järnvägar geliefert, weitere 42 Maschinen der Typen 600 D und 800 D erhielten die Ferrocarriles de Cuba. Nach Nigeria und in die Türkei wurden ebenfalls größere Serien geliefert.
Im Inland fanden zahlreiche 240 B den Weg zu Bergbauunternehmen und Stahlwerken insbesondere im Ruhrgebiet, bei den größeren Lokomotiven sind vor allem die Osthannoverschen Eisenbahnen und die Bentheimer Eisenbahn erwähnenswert, die jeweils insgesamt 13 Maschinen verschiedener Typen im Einsatz hatten.
Mit Stand 2007 sind nur noch wenige dieser Maschinen im Einsatz zu finden, bei einigen ist der Verbleib unbekannt, es sind jedoch zahlreiche museal oder als Denkmal erhalten geblieben.